# Tous à bord
Tous à bord (All Aboard) est un film américain réalisé par Alfred J. Goulding, sorti en 1917.

## Fiche technique
- Titre : Tous à bord
- Titre original : All Aboard
- Réalisation : Alfred J. Goulding
- Producteur : Hal Roach
- Société de production Rolin Films
- Pays d'origine : États-Unis
- Format : Noir et blanc - 1,33:1 - Film muet
- Genre : comédie, court métrage
- Date de sortie : 1917

## Distribution
- Harold Lloyd : le garçon
- Bebe Daniels : la fille
- Gus Leonard : le père de la fille
- Charles Stevenson : l'employé aux bagages
- Sammy Brooks
- Snub Pollard
- William Blaisdell
- Belle Mitchell
- Marie Mosquini
- Fred C. Newmeyer
- Nina Speight